# Vezet
Vezet è un comune francese soppresso e frazione del dipartimento dell'Alta Saona nella regione della Borgogna-Franca Contea. Dal 15 dicembre 2015 si è fuso con i comuni di Greucourt  e Le Pont-de-Planches per formare il nuovo comune di La Romaine.

## Società

### Evoluzione demografica
Abitanti censiti